# ダニエル・ガルシア (プロレスラー)
ダニエル・ガルシア（Daniel Garcia, 1998年9月17日 - ）は、アメリカ合衆国ニューヨーク州バッファロー出身のプロレスラー。AEW所属。

## 経歴

### キャリア初期
2017年にリミットレス・レスリングでデビューし、2018年7月17日にWWEの205 Liveに初登場。シングルマッチでドリュー・グラックと対戦し敗れた。
2021年1月にはNXTでタイラー・ラストとシングルマッチを行ったが、敗れた。同年3月にリミットレス・レスリングでリミットレス世界王座を初戴冠。9月にアンソニー・グリーンに敗れて王座陥落した。

### AEW / ROH
2021年9月にAEWと契約。
2022年3月からクリス・ジェリコ、ジェイク・ヘイガーらと共闘するようになる。8月にはブライアン・ダニエルソンからザ・ブラックプール・コンバット・クラブ（BCC）へ勧誘されるもこれを拒否。9月にはBCCメンバーのウィーラー・ユウタに勝利してROHピュア王座を初戴冠した。12月、ユウタとの再戦に敗れて王座陥落した。
2023年はオレンジ・キャシディの持つAEWインターナショナル王座に二度挑戦したが、いずれも敗れた。11月にはMJFの持つAEW世界王座に挑戦したが敗れた。

### PWG
2021年からプロレスリング・ゲリラ（PWG）にも参戦。
2022年5月3日、バンディードに勝利してPWG世界王座を初戴冠した。

## 得意技

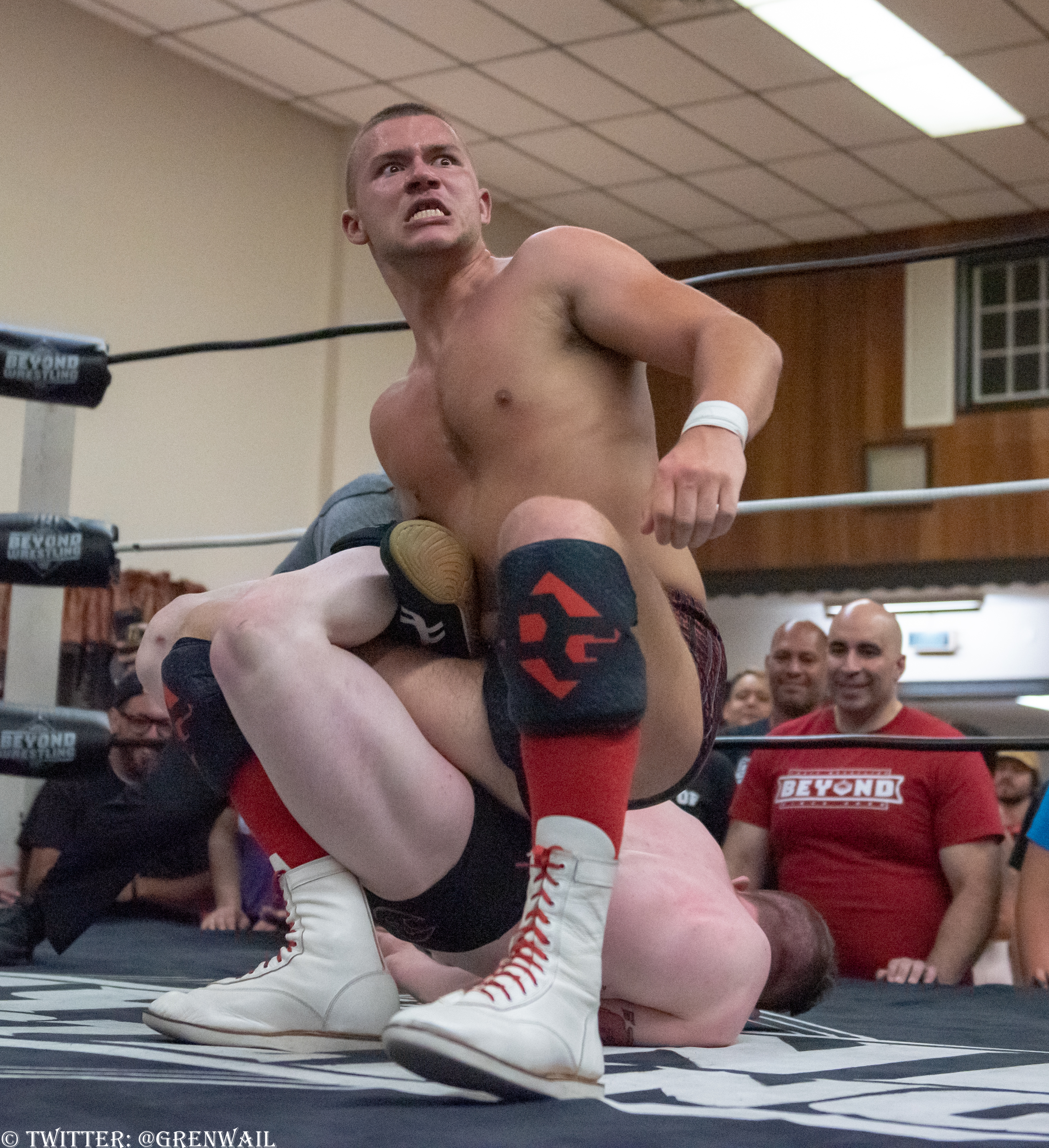
ドラゴン・テイマーを繰り出すガルシア

ドラゴン・テイマー
フィニッシュ・ホールドとして多用するシャープシューター。ドラゴン・テイマーという技名は直訳すると「龍を手懐ける者」で、2022年に「アメリカン・ドラゴン」の愛称で知られるブライアン・ダニエルソンにこの技を使用して勝利したのが由来。
パイルドライバー
ダブルアンダーフックラングブロワー
石森太二のブラディークロスと同型。

## 獲得タイトル
AEW
- AEW TNT王座：1回[3]

キャピタル・シティ・チャンピオンシップ・コンバット
- C4王座：1回

エンパイア・ステート・レスリング
- ESW世界ヘビー級王座：1回

リミットレス・レスリング
- リミットレス世界王座：1回

PWG
- PWG世界王座：1回
- バトル・オブ・ロサンゼルス優勝：1回（2022年）

ROH
- ROHピュア王座：1回

プロレスリング・イラストレーテッド
- 現役プロレスラーTop500：48位（2022年）、69位（2023年）、87位（2024年）、233位（2021年）、450位（2020年）、473位（2019年）、488位（2018年）

ESPN
- 30歳未満の現役プロレスラーTop30：9位（2024年）、29位（2023年）

## 人物
2019年1月に交通事故で両足を骨折したが、半年後に復帰した。
2020年にはバッファロー州立大学を卒業し、コミュニケーション学の学位を取得した。